# Гвасалия, Паата Юрьевич
Паата Юрьевич Гвасалия (род. 1973, Поти) — советский, грузинский и российский боксёр,
Заслуженный мастер спорта России (1996), мастер спорта СССР международного класса. Победитель Игр доброй воли 1994 года, серебряный призёр чемпионата мира 1997, бронзовый призёр чемпионата Европы 1993 и Игр доброй воли 1998 года, неоднократный чемпион России. Выступал за СССР, Грузию (1993), Россию (с 1994).

## Биография

### Спортивная карьера
Первого крупного успеха Гвасалия добился в 1990 году, став победителем первенства СССР среди юниоров (17—18 лет) в категории до 57 кг. После этого он был включён в юниорскую сборную СССР, в составе которой стал чемпионом Европы среди юниоров; за это достижение ему было присвоено звание «мастер спорта СССР международного класса». На следующий год он вновь победил на первенстве СССР среди юниоров в Саратове в той же весовой категории.
Результаты на крупнейших международных соревнованиях:
1993
- чемпионат Европы — до 60 кг — бронзовый призёр
- чемпионат мира — до 60 кг — 1/4 финала

1994
- Игры Доброй воли — до 60 кг — чемпион

1995
- чемпионат мира — до 60 кг — 1/4 финала

Гвасалия удачно начал турнир, выиграв в первом круге у Артура Сантаны (Нидерланды) (досрочно в первом раунде, ввиду отказа секундантов), а в 1/8 финала победив армянского боксёра Михаила Казаряна (по очкам, 11:6). Однако в четвертьфинале россиянин уступил будущему бронзовому призёру первенства Марко Рудольфу (Германия) (по очкам, 5:10).
1996
- чемпионат Европы — до 60 кг — 1/16 финала

На ЧЕ 1996, который был отборочным к Олимпийским играм, Гвасалия проиграл в первом же круге валлийцу Джеймсу Куку — 6:7, хотя у каждого судьи по отдельности преимущество имел Гвасалия. Руководители EABA (Европейской ассоциации любительского бокса) пообещали, что в случае отказа от участия в ОИ одного из боксёров путёвка перейдёт к Гвасалия, и он был включён в сборную запасным. Один из пуэрто-риканских боксёров отказался от участия, но уже после взвешивания был удовлетворён протест США против передачи Европе вакансии Америки.
1997
- чемпионат мира — до 63,5 кг — серебряный призёр

1998
- Игры Доброй воли — до 63,5 кг — бронзовый призёр

В полуфинале чемпионата мира 1997 года победил, но получил серьёзную травму руки. Неоднократные травмы привели к возникновению деформирующего артроза кисти. В 2000 году Гвасалия ушёл из большого спорта и занялся бизнесом — сначала в Азове, затем переехал в Петропавловск-Камчатский.

### Пожизненное заключение
В 2003 году Гвасалия, который в это время работал начальником охраны казино «Колизей», был арестован по подозрению в поджоге казино «Паллада», конкурента «Колизея». 30 марта 2005 года Камчатский областной суд признал Гвасалию виновным по статьям 105 (убийство двух и более лиц, совершённое группой лиц по предварительному сговору, с особой жестокостью, общеопасным способом), 111, 112 и 115 (умышленное причинение тяжкого, средней тяжести и лёгкого вреда здоровью), 167 (умышленное уничтожение имущества) УК РФ и приговорён к пожизненному заключению.
По версии следствия и суда, в ночь на 11 апреля 2003 года Гвасалия с ёмкостью с горючим залез на крышу здания, залил горючее в вентиляционный люк и поджёг. Эта версия основывается на показаниях двух охранников казино (один из них в суде от показаний отказался).
Гвасалия виновным себя не признал. В официальной версии адвокаты и СМИ отмечают ряд нестыковок, в частности:
- Вещественные доказательства — следы обуви с крыши здания и с подножки автомобиля, на котором скрылся поджигатель, след ладони и отпечатки пальцев с наружной ручки двери автомобиля и следы крови в его салоне (поджигатель поранился, залезая на крышу) — не принадлежат Гвасалия.
- Гвасалия утверждал, что из-за травмы, полученной ещё во время занятий спортом, его рука практически неработоспособна, и он физически не мог совершить это преступление — однако суд отказал защите в проведении медицинской экспертизы.

Отбывает заключение в колонии «Белый лебедь».
26 декабря 2008 года по уголовному делу о поджоге казино было возбуждено производство ввиду новых обстоятельств, и Гвасалия был этапирован в Петропавловск-Камчатский. 6 октября 2011 года это производство было прекращено; 9 февраля 2012 года жалоба на постановление о прекращении производства Верховным Судом Российской Федерации была оставлена без удовлетворения.

## В заключении
После суда Гвасалия был этапирован для отбытия наказания в колонию «Белый лебедь». Родственники боксёра собирали документы и вели переговоры с правительством Грузии о том, чтобы Россия экстрадировала его для дальнейшего отбытия наказания на территорию Грузии. Но из-за разрыва дипломатических отношений между двумя государствами переговоры были прекращены. Первые годы заключения Гвасалия содержался в камере совместно с несколькими сокамерниками, однако в середине 2010-х годов у Пааты Гвасалия были диагностированы признаки тяжёлого психического расстройства. Он начал подвергать агрессии сокамерников и заниматься самоповреждением, вследствие чего в конечном итоге его были вынуждены перевести в одиночную камеру и подвергнуть психиатрическому лечению. Отец боксёра в 2019 году дал интервью, во время которого заявил, что Паата периодически помещается для прохождения курса лечения в больницу и вынужден постоянно принимать лекарства, но его психическое состояние продолжает ухудшаться.